# Sam Abbas
Sam Abbas (árabe: سام عباس; nascido a 11 de novembro de 1993) é um director de cinema, roteirista, actor e produtor egípcio. É mais conhecido pela sua primeira longa-metragem, The Wedding.

## Carreira
Abbas lançou a primeira empresa produtora árabe, ArabQ, focada sobre filmes com temas LGBTQ, durante o 68º Festival de Cinema de Berlim. ArabQ produziu e estrou no cinema a obra de Abbas, The Wedding (O Casamento), a qual escreveu, dirigiu e protagonizou juntamente com Nikohl Boosheri. Abbas colocou a companhia no Egipto para trabalhar em mais cinema queer no Médio Oriente.
O Hollywood Reporter exclusivamente publicou o trailer do seu filme The Wedding (O Casamento), anunciando que, em novembro de 2018, estrear-se-ia em salas de cinema e secretamente por todo o Médio Oriente. Imediatamente depois, o filme foi chamado "O filme queer que poderia fazer ondas no Médio Oriente" e "Um filme que vai fazer um escândalo nos cinemas"
Antes da sua primeira longa-metragem, a sua curta-metragem Time foi etiquetada como "realmente um projecto de grande alcance," por LogoTV.

## Filmografia

### Cinema
| Ano  | Filme                    | Funcionou como | Funcionou como | Funcionou como | Funcionou como | Funcionou como | Notas                                       |
| Ano  | Filme                    | Director       | Escritor       | Produtor       | Actor          | Papel          | Notas                                       |
| ---- | ------------------------ | -------------- | -------------- | -------------- | -------------- | -------------- | ------------------------------------------- |
| 2016 | Tempo                    | Sim            | Sim            | Sim            | Sim            |                |                                             |
| 2018 | I want more, I want less |                |                |                | Sim            |                | Estreou-se no Festival de Cinema Tacoma     |
| 2018 | Lavander                 |                |                | Sim            |                |                | Produtor executivo com Jason Michael Berman |
| 2018 | O Casamento              | Sim            | Sim            | Sim            | Sim            | Rami           |                                             |